# Górczyna (skała)

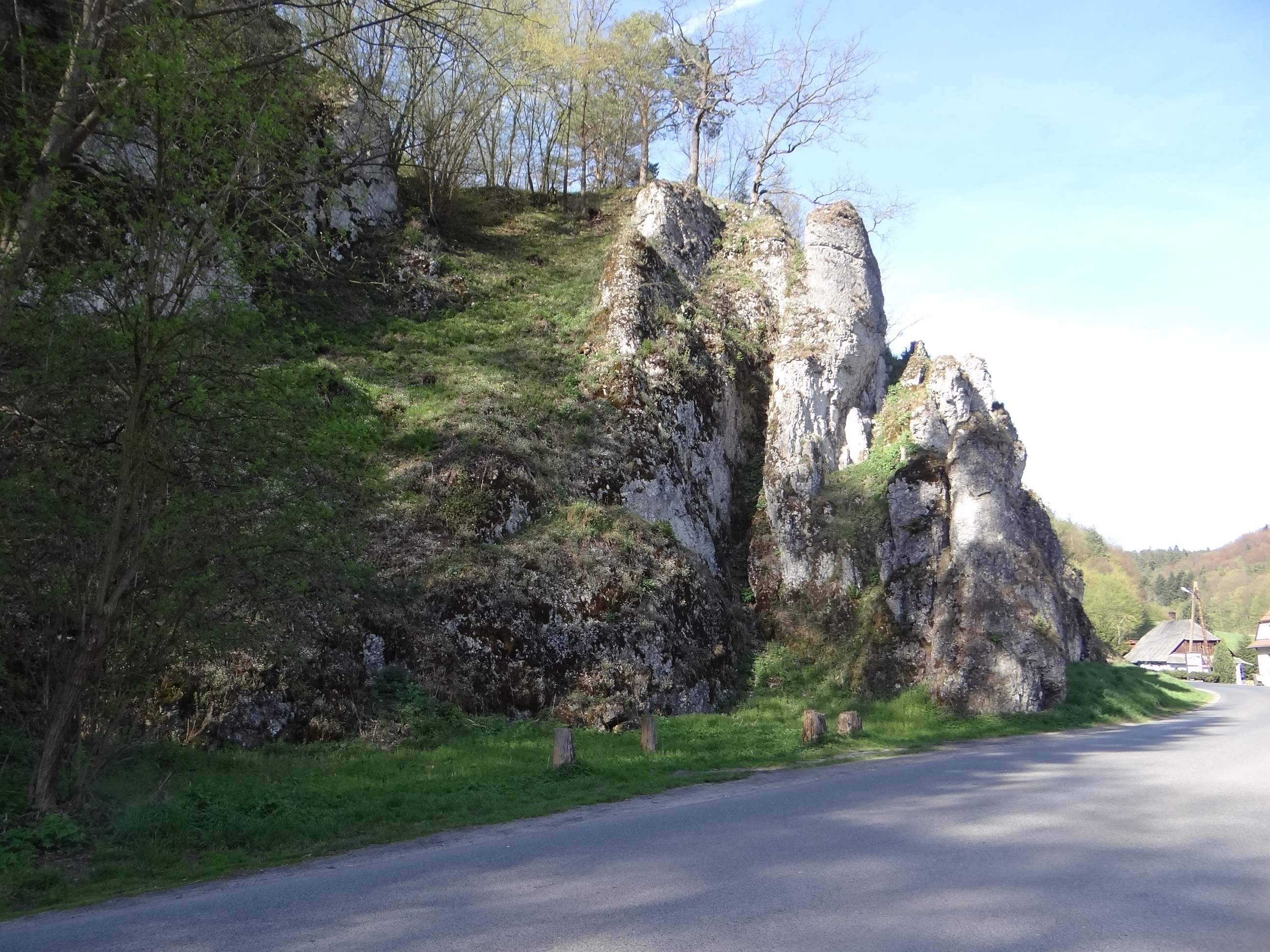

Górczyna – skała w Ojcowskim Parku Narodowym. Znajduje się w prawych zboczach Doliny Prądnika, naprzeciwko Doliny Paduch, przy zakręcie drogi do Ojcowa. Powyżej Górczyny jest grupa domów tej miejscowości zwana Opalówkami lub Zazamczem.
Górczyna zbudowana jest z twardych wapieni skalistych. Strome skały w zboczach Doliny Prądnika powstały w okresie pliocenu, gdy potoki płynące przez Ojcowski Park Narodowy wykazywały silną erozję wgłębną.
Chodnikiem obok skały Górczyna prowadzą dwa główne szlaki turystyczne Ojcowskiego Parku Narodowego.

## Szlaki turystyczne
czerwony Szlak Orlich Gniazd, odcinek od Sułoszowej przez Dolinę Prądnika do Prądnika Korzkiewskiego
 niebieski Szlak Warowni Jurajskich, odcinek od Doliny Prądnika, przez wąwóz Ciasne Skałki do Doliny Będkowskiej